# جون هود
جون هود (2 يناير 1952 في نيوزيلندا - ) (بالإنجليزية: John Hood)‏ هو لاعب كريكت نيوزلندي.